# Efeito chamariz

No marketing, o efeito chamariz (ou efeito de atração ou efeito de dominância assimétrica ) é o fenômeno pelo qual os consumidores tendem a ter uma mudança específica na preferência entre duas opções quando também apresentam uma terceira opção que é dominada assimetricamente . Uma opção é dominada assimetricamente quando é inferior em todos os aspectos a uma opção; mas, em comparação com a outra opção, é inferior em alguns aspectos e superior em outros. Em outras palavras, em termos de atributos específicos que determinam preferências, é completamente dominado por (ou seja, inferior a) uma opção e apenas parcialmente dominado pela outra. Quando a opção dominada assimetricamente está presente, uma porcentagem maior de consumidores prefere a opção dominante do que quando a opção dominada assimetricamente está ausente. A opção dominada assimetricamente é, portanto, um chamariz que serve para aumentar a preferência pela opção dominante. Mais simplesmente: ao decidir entre duas opções, uma terceira opção pouco atraente pode alterar a preferência percebida entre as outras duas opções.
O efeito chamariz é considerado particularmente importante na teoria da decisão porque é uma violação da suposição de "regularidade" presente em todos os modelos de escolha axiomáticos, por exemplo, em um modelo de escolha de Luce. Regularidade significa que não deve ser possível aumentar a participação de mercado de nenhuma alternativa quando outra alternativa for adicionada ao conjunto de opções. A nova alternativa deve reduzir, ou, na melhor das hipóteses, manter inalterada a parcela de escolha das alternativas existentes. A regularidade é violada no exemplo mostrado abaixo, onde uma nova alternativa C não apenas altera as ações relativas de A e B, mas na verdade aumenta a participação de A em termos absolutos. Da mesma forma, a introdução de uma nova alternativa D aumenta a participação de B em termos absolutos.

## Exemplos
Suponha que exista um conjunto de considerações (opções para escolher em um menu) que envolva tocadores MP3. Os consumidores geralmente verão maior capacidade de armazenamento (número de GB) e menor preço como atributos positivos; enquanto alguns consumidores podem querer um player que possa armazenar mais músicas, outros querem um player que custa menos. No Conjunto de Considerações 1, dois dispositivos estão disponíveis:
|               | A      | B      |
| ------------- | ------ | ------ |
| preço         | R$ 400 | R$ 300 |
| armazenamento | 30GB   | 20GB   |

Nesse caso, alguns consumidores preferem A por sua maior capacidade de armazenamento, enquanto outros preferem B por seu preço mais baixo.
Agora, suponha que um novo player, C, o "chamariz", seja adicionado ao mercado; é mais caro que A, o "alvo", e que o B, o "concorrente", e tem mais armazenamento que B, mas menos que A :
|               | A (alvo) | B (concorrente) | C (chamariz) |
| ------------- | -------- | --------------- | ------------ |
| preço         | R$ 400   | R$ 300          | R$ 450       |
| armazenamento | 30GB     | 20GB            | 25GB         |

A adição do chamariz C – que os consumidores provavelmente evitariam, dado que com um preço mais baixo pode-se obter um modelo com mais armazenamento – faz com que A, a opção dominante, seja escolhida com mais frequência do que se apenas as duas opções do Conjunto de Considerações 1 existissem; C afeta as preferências do consumidor, agindo como base de comparação para A e B. Como A é melhor que C em ambos os aspectos, enquanto B é apenas parcialmente melhor que C, mais consumidores preferem A agora do que antes. C é portanto, um chamariz, cujo único propósito é aumentar as vendas de A.
Por outro lado, suponha que, em vez de C, seja introduzido um tocador D que tenha menos armazenamento que A e B e que seja mais caro que B, mas não tão caro quanto A :
|               | A (competidor) | B (alvo) | D (chamariz) |
| ------------- | -------------- | -------- | ------------ |
| preço         | R$ 400         | R$ 300   | R$ 350       |
| armazenamento | 30GB           | 20GB     | 15GB         |

O resultado aqui é semelhante: os consumidores não preferem D, porque não é tão bom quanto B em nenhum aspecto. No entanto, enquanto C aumentou a preferência por A, D tem o efeito oposto, aumentando a preferência por B.
Outro exemplo mostrado no livro de Dan Ariely, Previsivelmente Irracional: Aprenda a Tomar Melhores Decisões, foi um caso verdadeiro usado pela revista The Economist. A tela de assinatura apresentou três opções:
1. Assinatura Economist.com - US$ 59,00. Assinatura de um ano ao Economist.com. Inclui acesso on-line a todos os artigos da The Economist desde 1997.
2. Assinatura impressa - US$ 125,00. Assinatura de um ano da edição impressa do The Economist.
3. Impressão e assinatura na web - US$ 125,00. Assinatura de um ano da edição impressa do The Economist e acesso on-line a todos os artigos do The Economist desde 1997.

Dadas essas escolhas, 16% dos alunos do experimento realizado por Ariely escolheram a primeira opção, 0% a opção do meio e 84% a terceira opção. Mesmo que ninguém tenha escolhido a segunda opção, quando ele a removeu, o resultado foi inverso: 68% dos alunos escolheram a opção somente on-line e 32% escolheram a opção de impressão e web.

## Medição
O efeito chamariz é geralmente medido comparando a frequência de escolha do alvo, A na ausência do chamariz, C, comparado com quando o chamariz está presente no conjunto de considerações. O efeito chamariz também pode ser medido como quanto mais um consumidor está disposto a pagar para escolher o alvo em vez do concorrente.

## Debate
Algumas pesquisas sugerem que o efeito de atração não aparece em cenários de compras realistas, por exemplo, quando as opções são apresentadas graficamente, ou quando o alvo e o concorrente não são exatamente do mesmo valor.
Os autores originais tiveram que sublinhar novamente que o efeito da atração ocorre apenas se o consumidor estiver próximo da indiferença entre o alvo e o concorrente, se as duas dimensões dos produtos (em nosso exemplo, preço e capacidade de armazenamento) forem tão importantes quanto o outro para o consumidor, se o chamariz não for muito indesejável e se a relação de dominância for fácil de identificar. Um estudo recente confirmou de fato que o efeito da atração persiste quando as opções são apresentadas graficamente, ou seja, como gráficos de dispersão.